# تورپ این بلن
تورپ این بلن (به انگلیسی: Thorpe in Balne) یک روستا و محله مدنی در بریتانیا است که در کلان‌شهر مستقل دانکستر واقع شده‌است. تورپ این بلن ۲۰۳ نفر جمعیت دارد.